# 럭셔리 카

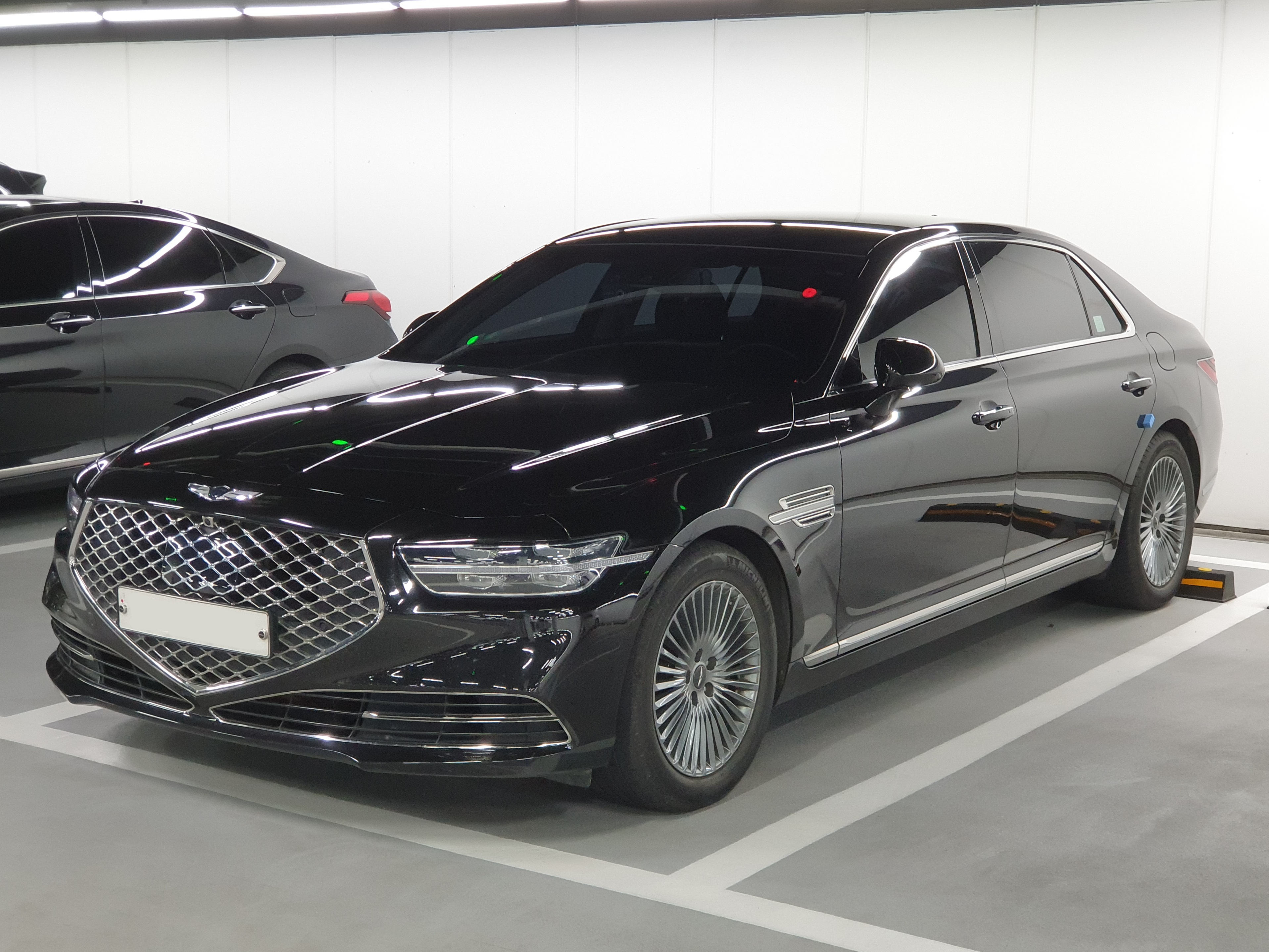
제네시스 G90 (2015년~현)

럭셔리 카(luxury car), 고급차, 호화 자동차는 평균 가격의 차량 대비 높은 수준의 편안감, 장비, 편의기능, 품질, 성능, 관련 사회적 지위를 제공하는 자동차이다.
이 용어는 주관적이며 자동차의 품질과 제조사 브랜드 이미지를 모두 반영한다.
럭셔리 브랜드들은 프리미엄 브랜드보다 순위가 더 높지만 이 둘 사이의 뚜렷한 구분점은 없다.
전통적으로 대부분의 럭셔리 카들은 대형 차량들이었지만 더 작은 크기의 스포츠 지향 모델들이 항시 생산되었다. 해치백과 같은 콤팩트 럭셔리 차량들과 오프로드가 가능한 스포츠 유틸리티 자동차(SUV)들은 상대적으로 현대적인 트렌드를 보인다.

## 같이 보기
- 자동차 분류
- 사치품